# Мгинское городское поселение
Мги́нское городско́е поселе́ние — муниципальное образование в составе Кировского района Ленинградской области.
Административный центр — посёлок Мга.
Глава поселения — Соколовский Станислав Казимирович. Глава администрации — Яковлев Евгений Степанович.

## Географическое положение
Поселение расположено на юге Кировского района.
Граничит:
- на севере — с Кировским городским поселением
- на востоке — с Путиловским сельским поселением и с Назиевским городским послениенм
- на юго-востоке — с Кусинским сельским поселением Киришского района
- на юге — с Никольским городским поселением, Нурминским сельским поселением, Шапкинским сельским поселением, Любанским городским поселением, Трубникоборским сельским поселением (все — Тосненского района).
- на западе — с Павловским городским поселением

По территории поселения проходят автодороги:
- А120 (Санкт-Петербургское южное полукольцо)
- 41А-004 (Павлово — Луга)
- 41К-124 (Петрово — ст. Малукса)
- 41К-544 (13 км. автодороги Магистральная — пл. Апраксин)

Расстояние от административного центра поселения до районного центра — 18 км.
По территории поселения проходит железнодорожная линия Санкт-Петербург — Волховстрой.

## История
1 января 2006 года в соответствии с областным законом № 100-оз от 29 ноября 2004 года «Об установлении границ и наделении соответствующим статусом муниципального образования Кировский муниципальный район и муниципальных образований в его составе» образовано Мгинское городское поселение, в которое вошли посёлок Мга и бывшие Берёзовская и Лезьенская волости.

## Население
| 2006    | 2007    | 2010    | 2011    | 2012    | 2013    |
| ------- | ------- | ------- | ------- | ------- | ------- |
| 11 600  | ↗11 625 | ↗12 353 | ↘12 341 | ↗12 494 | ↗12 736 |
| 2014    | 2015    | 2016    | 2017    | 2018    | 2019    |
| ↘12 506 | ↘12 479 | ↘12 407 | ↗12 446 | ↘12 407 | ↘12 331 |
| 2020    | 2021    | 2023    | 2024    | 2025    |         |
| ↘12 325 | ↗13 211 | ↘13 063 | ↗13 143 | ↗13 168 |         |

## Состав городского поселения
| №  | Населённый пункт | Тип населённого пункта                    | Население      |
| -- | ---------------- | ----------------------------------------- | -------------- |
| 1  | Апраксин         | посёлок                                   | ↘55 (2017)     |
| 2  | Берёзовка        | деревня                                   | ↘9 (2017)      |
| 3  | Войтолово        | деревня                                   | ↗42 (2017)     |
| 4  | Иваново          | деревня                                   | →16 (2017)     |
| 5  | Келколово        | деревня                                   | ↗6 (2017)      |
| 6  | Кирсино          | деревня                                   | ↘58 (2017)     |
| 7  | Лезье            | деревня                                   | ↘95 (2017)     |
| 8  | Мга              | городской посёлок, административный центр | ↗11 119 (2025) |
| 9  | Михайловский     | посёлок                                   | ↘54 (2017)     |
| 10 | Муя              | деревня                                   | ↗144 (2017)    |
| 11 | Новая Малукса    | посёлок                                   | ↗154 (2017)    |
| 12 | Петрово          | деревня                                   | ↗6 (2017)      |
| 13 | Погостье         | посёлок железнодорожной станции           | →2 (2017)      |
| 14 | Пухолово         | деревня                                   | ↗166 (2017)    |
| 15 | Славянка         | деревня                                   | ↘19 (2017)     |
| 16 | Сологубовка      | деревня                                   | ↗395 (2017)    |
| 17 | Сологубовка      | посёлок железнодорожной станции           | ↗62 (2017)     |
| 18 | Старая Малукса   | посёлок                                   | ↗892 (2017)    |
| 19 | Турышкино        | деревня                                   | ↗34 (2017)     |

## Экономика
Органами статистики зарегистрировано 247 организаций, ведущих экономическую деятельность на территории МО Мгинское городское поселение, в том числе:
- государственных — 6;
- муниципальных — 11;
- негосударственных — 230.

Из общего количества предприятий 73 (29%) относятся к малым и средним предприятиям.